# Адлікон
Адлікон (нім. Adlikon bei Andelfingen) — громада  в Швейцарії в кантоні Цюрих, округ Андельфінген.

## Географія
Громада розташована на відстані близько 120 км на північний схід від Берна, 26 км на північний схід від Цюриха.
Адлікон має площу 6,6 км², з яких на 10,9% дозволяється будівництво (житлове та будівництво доріг), 63,9% використовуються в сільськогосподарських цілях, 22,7% зайнято лісами, 2,6% не є продуктивними (річки, льодовики або гори).

## Демографія
2019 року в громаді мешкало 698 осіб (+21% порівняно з 2010 роком), іноземців було 10,6%. Густота населення становила 106 осіб/км².
За віковим діапазоном населення розподілялося таким чином: 21,2% — особи молодші 20 років, 60% — особи у віці 20—64 років, 18,8% — особи у віці 65 років та старші. Було 274 помешкань (у середньому 2,5 особи в помешканні).
Із загальної кількості 149 працюючих 49 було зайнятих в первинному секторі, 24 — в обробній промисловості, 76 — в галузі послуг.